# William T. Sampson
William Thomas Sampson (9 de fevereiro de 1840 - 6 de maio de 1902) foi um contra-almirante da Marinha dos Estados Unidos conhecido pela sua vitória na Batalha de Santiago de Cuba durante a Guerra Hispano-Americana.

## Vida
Ele nasceu em Palmyra, Nova Iorque, e entrou na Academia Naval em 24 de setembro de 1857. Depois de se formar primeiro em sua classe, quatro anos depois, ele serviu como instrutor na Academia, ensinando física. Comandou em 1898, a frota norte-americana na Batalha de Santiago de Cuba onde primeiro bloqueou o porto por 37 dias e em seguida caçou e destruiu os navios espanhóis que tentaram fugir. Sampson faleceu em 1902, em  Washington.

### Guerra Hispano-Americana

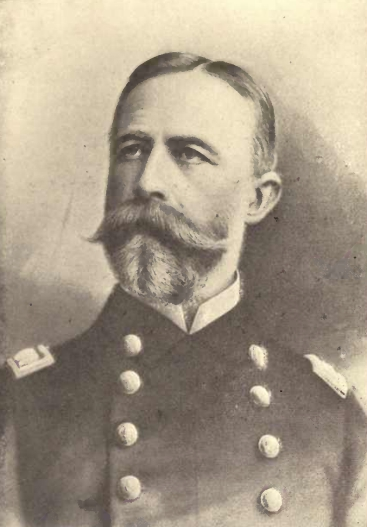
Contra-almirante William T. Sampson durante a Guerra Hispano-Americana

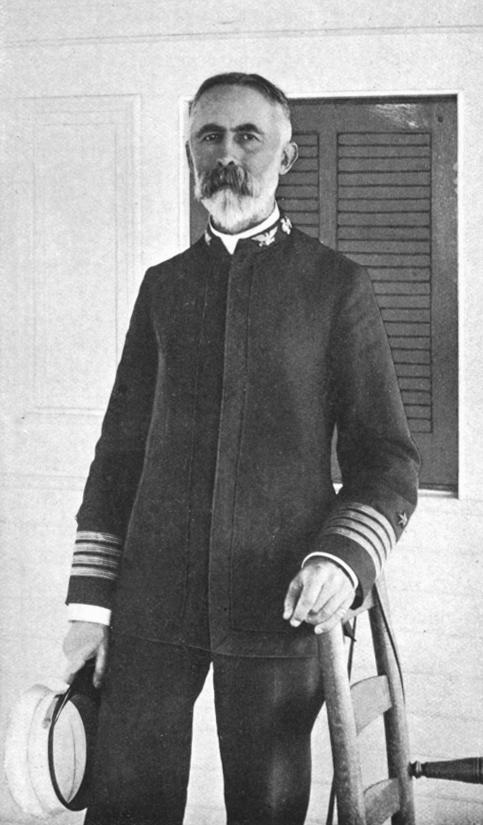
Contra-almirante William T. Sampson, p. 73 de Cannon and Camera de John C. Hemment

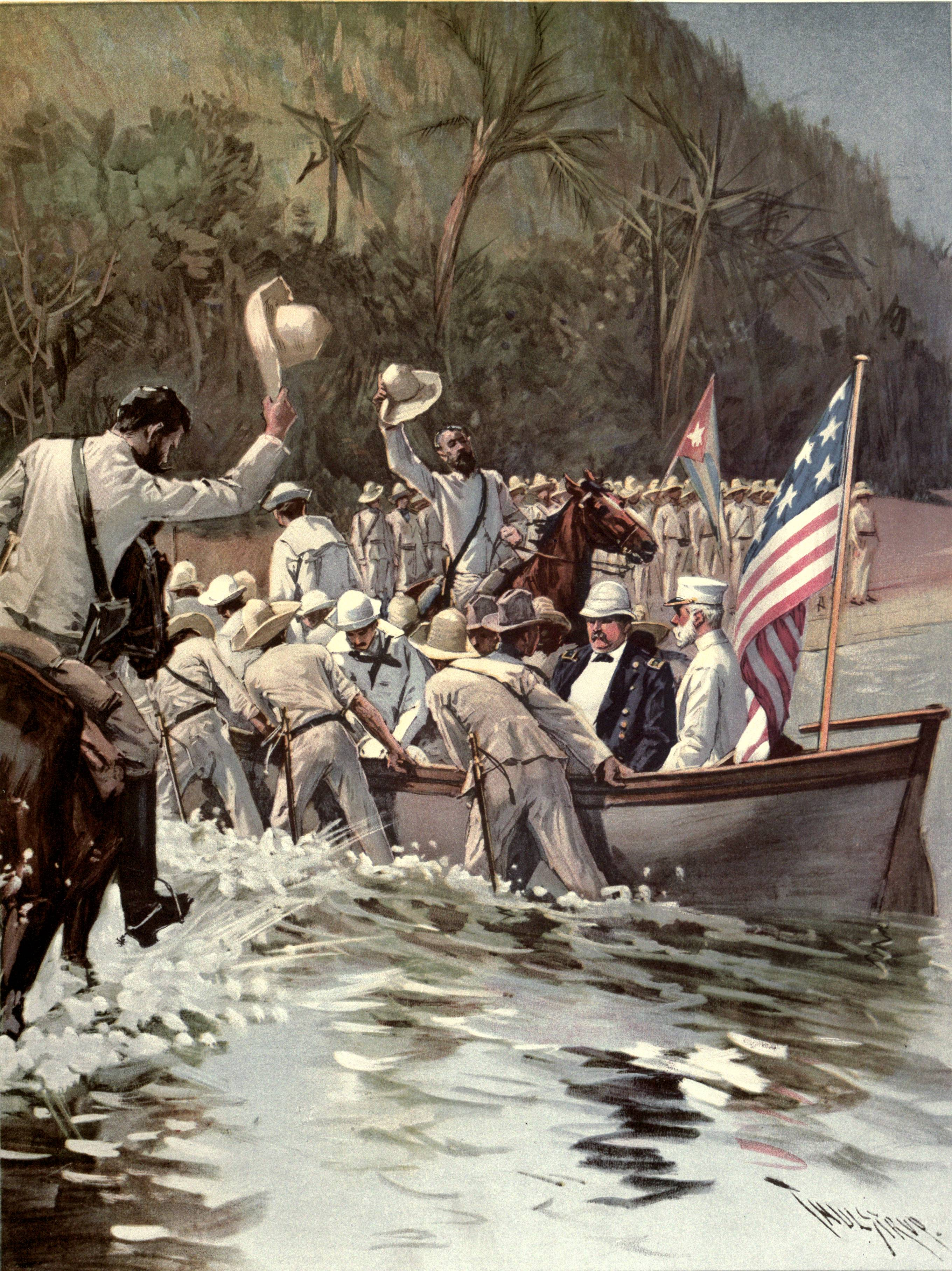
General William R. Shafter (com capacete de medula) e Almirante William T. Sampson pousando na praia de Aserradero, em 20 de junho, para conversar com o General Calixto Garcia

Os Estados Unidos declararam guerra contra a Espanha em 25 de abril de 1898; e, oito dias depois, a frota do almirante Pascual Cervera partiu das ilhas de Cabo Verde com destino incerto. Contra-almirante Sampson, na nau capitânia Nova York, partiu para o mar de Key West. O envolvimento inicial de Sampson no conflito incluiu sua supervisão do bloqueio cubano, que durou toda a guerra, bem como o bombardeio da cidade de San Juan em 12 de maio de 1898. Depois de inicialmente ser enviado para bloquear a própria Havana, Sampson recebeu ordens para interceptar o esquadrão do Almirante Cervera, mas com apenas uma vaga noção da localização atual de Cervera, ele foi incapaz de persegui-lo ativamente. Esperando mais informações sobre o paradeiro de Cervera, Sampson navegou para o leste até San Juan e realizou um bombardeio em 10 de maio que durou vários dias, causando pequenos danos à infraestrutura da cidade. Após este bombardeio preliminar, Sampson ajudou a liderar um ataque terra-mar em San Juan, junto com o General William Shafter, tomando a cidade. Em 1º de julho, após a invasão bem-sucedida, Sampson voltou a Cuba, reforçando os bloqueios em Santiago e Cienfuegos.
Em 29 de maio, elementos do comando de Sampson avistaram o esquadrão do almirante Cervera movendo-se para o porto de Santiago e a presença naval lá aumentou muito para evitar a fuga de Cervera. Na manhã de 3 de julho de 1898, a frota de Cervera saiu do porto. Sampson estava em terra em uma conferência com o general Shafter, fazendo planos para um ataque coordenado a Santiago. O contra-almirante Winfield Scott Schley estava no comando do Esquadrão Voador na ausência de Sampson e enfrentou a frota espanhola, destruindo completamente todos os navios espanhóis em uma batalha marítima que durou cinco horas. No dia seguinte, o Contra-almirante Sampson enviou sua famosa mensagem: "A Frota sob meu comando oferece a nação como presente de 4 de julho, toda a Frota de Cervera".
A mensagem de Sampson omitiu qualquer menção à liderança de Schley na batalha, levando a uma controvérsia sobre quem foi o responsável pela vitória. Embora Sampson também tenha tido um papel significativo na vitória, tendo estabelecido a estrutura estratégica e determinando as posições favoráveis de suas próprias forças, foi Schley quem realmente comandou a frota durante a batalha. Schley apelou para um tribunal de investigação, que obteve em 1901. Na Marinha, a disputa foi tão divisiva que os soldados rasos se identificaram como um "homem Schley" ou um "homem Sampson". O tribunal de investigação ouviu depoimentos de seus próprios homens em apoio a Schley e, apesar de algumas críticas a Schley, exonerou o comandante do Esquadrão Voador.
Após a Batalha da Baía de Santiago, Sampson foi nomeado comissário cubano em 20 de agosto de 1898, mas retomou o comando da Frota do Atlântico Norte em dezembro. Ele se tornou Comandante do Estaleiro da Marinha de Boston em outubro de 1899 e foi transferido para a Lista de Aposentados em 9 de fevereiro de 1902.
Sampson foi companheiro da Ordem Militar da Legião Leal dos Estados Unidos e da Ordem Militar de Guerras Estrangeiras. Ele recebeu um doutorado honorário pela Universidade de Yale em outubro de 1901, durante as comemorações do bicentenário da universidade.
O contra-almirante Sampson morreu em Washington, DC, alguns meses depois, em 6 de maio de 1902, e foi enterrado no Cemitério Nacional de Arlington.